# Boska Florence
Boska Florence (ang. Florence Foster Jenkins) – brytyjsko-francuska komedia biograficzna z 2016 roku w reżyserii Stephena Frearsa, z Meryl Streep w roli głównej.

## Fabuła
Film przedstawia historię Florence Foster Jenkins, którą okrzyknięto „najgorszą śpiewaczką świata”. Nie mając predyspozycji do śpiewania, zaczęła organizować swoje koncerty i wydawać płyty. Finansowała to z majątku odziedziczonego po ojcu oraz dzięki pomocy swojego narzeczonego (i późniejszego męża), który do zaproszeń na jej koncerty dołączał dyskretnie łapówki, w zamian za pozytywne opinie i owacje na stojąco.

## Obsada
- Meryl Streep jako Florence Foster Jenkins
- Hugh Grant jako St. Clair Bayfield, mąż Florence
- Simon Helberg jako Cosmé McMoon, pianista
- Rebecca Ferguson jako Kathleen, kochanka St Claira
- Nina Arianda jako Agnes Stark
- Stanley Townsend jako Phineas Stark
- Allan Corduner jako John Totten
- Christian McKay jako Earl Wilson
- David Haig jako Carlo Edwards, nauczyciel Florence
- John Sessions jako dr Hermann
- Brid Brennan jako Kitty
- Carl Davis jako Orlando Adams
- Ewan Stewart jako pułkownik
- Mark Arnold jako Cole Porter